# Lindy W. Cayzer
Lindy W. Cayzer (1952) es una botánica, curadora y exploradora australiana.

## Algunas publicaciones
- l.w. Cayzer, c.e.c. Gemmill. 2007. Molecular and morphological agreement in Pittosporaceae: Phylogenetic analysis with nuclear ITS and plastid trnL-trnF sequence data. Australian Systematic Botany 20: 390–401

- ------------------------. 1997. Revision of the Family Pittosporaceae in Australia. Ed. Australian National Univ.

- La abreviatura «L.W.Cayzer» se emplea para indicar a Lindy W. Cayzer como autoridad en la descripción y clasificación científica de los vegetales.[3]